# Refuge faunique national de l'Arctique
Le refuge faunique national de l'Arctique (anglais : Arctic National Wildlife Refuge) est une aire protégée située au nord-est de l'Alaska aux États-Unis d'Amérique et gérée par le United States Fish and Wildlife Service. Permettant de préserver l'habitat naturel, la faune et la flore, l'ANWR recouvre 76 890,15 km2 (soit une superficie comparable à celle de l'Écosse), ce qui en fait le plus vaste refuge faunique national ainsi que la plus grande zone protégée des États-Unis. Elle est située au nord du cercle polaire et à 2 092 km au sud du pôle Nord. Une partie du refuge a été désignée sous la réserve intégrale Mollie Beattie (32 374,85 km2) en 1980.

## Histoire

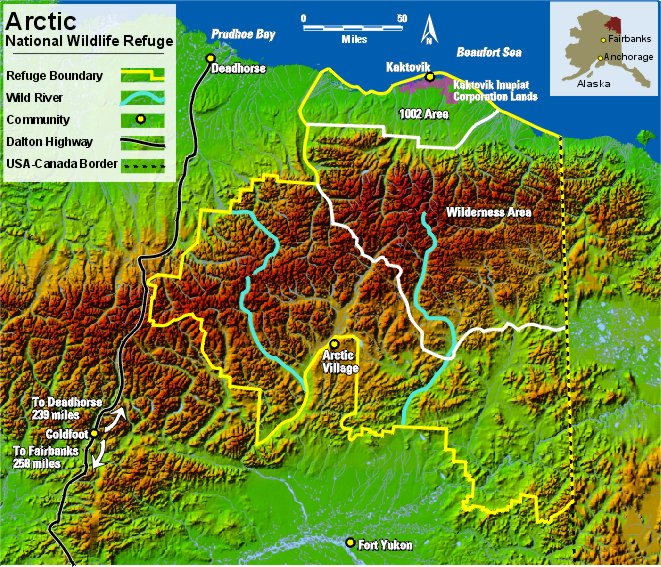
Carte des refuges de l'ANWR.

La région fut d'abord déclarée zone fédérale protégée par le secrétaire à l'intérieur, Fred Andrew Seaton, sous la présidence de Dwight D. Eisenhower le 6 décembre 1960. En 1980, le Congrès adopta la loi intitulée Alaska National Interests Lands Conservation Act (ANILCA) prévoyant la conservation de la population piscicole et de la faune, ainsi que de leur habitat, dans leur diversité naturelle. Cette loi a permis d'établir l'Arctic National Wildlife Refuge (ANWR). 
Les entreprises du secteur des hydrocarbures exercent depuis plusieurs décennies un lobbying visant à obtenir l'ouverture d'une partie de la réserve naturelle aux forages. En 2017, les républicains, majoritaires au Congrès, adoptent un amendement autorisant le gouvernement à établir un plan de vente de baux dans la plaine côtière. Le gouvernement de Donald Trump autorise en 2020 ces forages. Un décret de l'Administration Joe Biden révoque le permis de construction de l’oléoduc Keystone qui devait transporter le pétrole brut canadien vers les États-Unis et suspend l’exploitation des combustibles fossiles dans le Refuge faunique national de l'Arctique en Alaska.  

## Flore
Le refuge abrite une plus grande variété de plantes et d’animaux que toute autre aire protégée du cercle polaire arctique. Un continuum de six écozones différentes s’étend sur environ 300 km du nord au sud. La flore se compose principalement de toundra et de forêt boréale (épicéa, bouleau, peuplier). La chaîne de Brooks, culminant à environ 3 000 mètres, matérialise la frontière entre la plaine côtière (au nord) et les vastes vallées d'épicéas aux 160 cours d'eau (au sud).

## Faune
La faune compte 46 espèces de mammifères, dont 39 terriens : les grands herbivores sont le bœuf musqué, le mouflon de Dall, le caribou (plus de 80 000 têtes), l'élan. Les principaux carnivores sont l'ours blanc, le grizzli, l'ours noir, le loup, le glouton, le lynx et le renard. Castors, loutres, porcs-épics, visons, martres y vivent en nombre. On y dénombre plus de 200 espèces d'oiseaux, dont l'aigle royal, le hibou, la buse pattue, le faucon pèlerin, le grèbe, le fuligule morillon, le bécasseau cocorli, le pluvier doré, le lagopède alpin, le cincle plongeur ou l'oie des neiges. Dans les cours d'eau ont été recensés 42 sortes de poissons (omble de fontaine, ombre, brochet...)
Les animaux marins prospèrent dans l’océan Arctique. 12 espèces de mammifères marins de l’Arctique sont trouvées dans le refuge, dont quatre espèces de baleines, de morses et de six espèces de phoques associés à la glace, de cachalots, de baleines bleues, de rorquals communs, de baleines à bosse, d’épaulards, de marsouins communs.

## Galerie

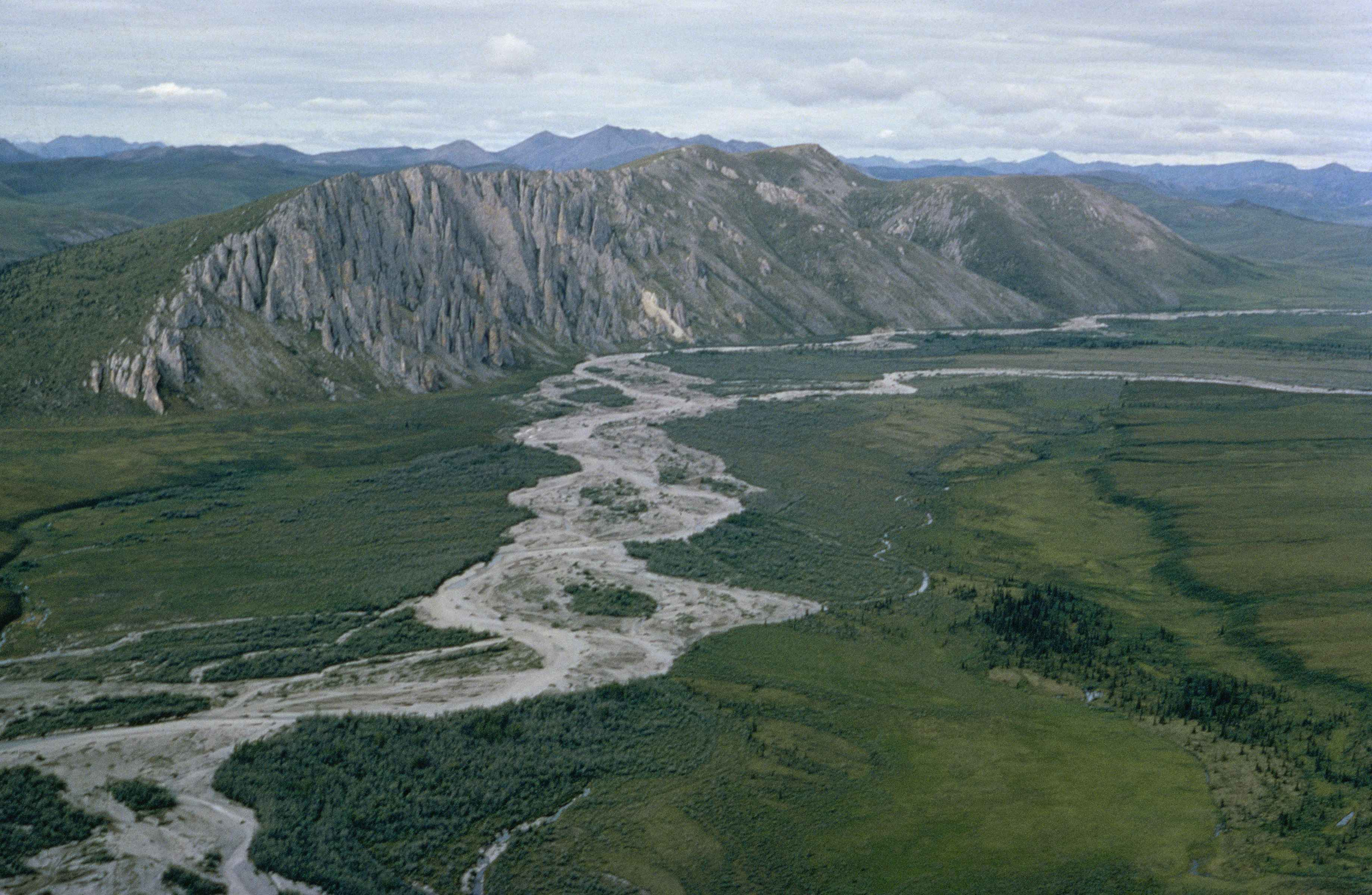
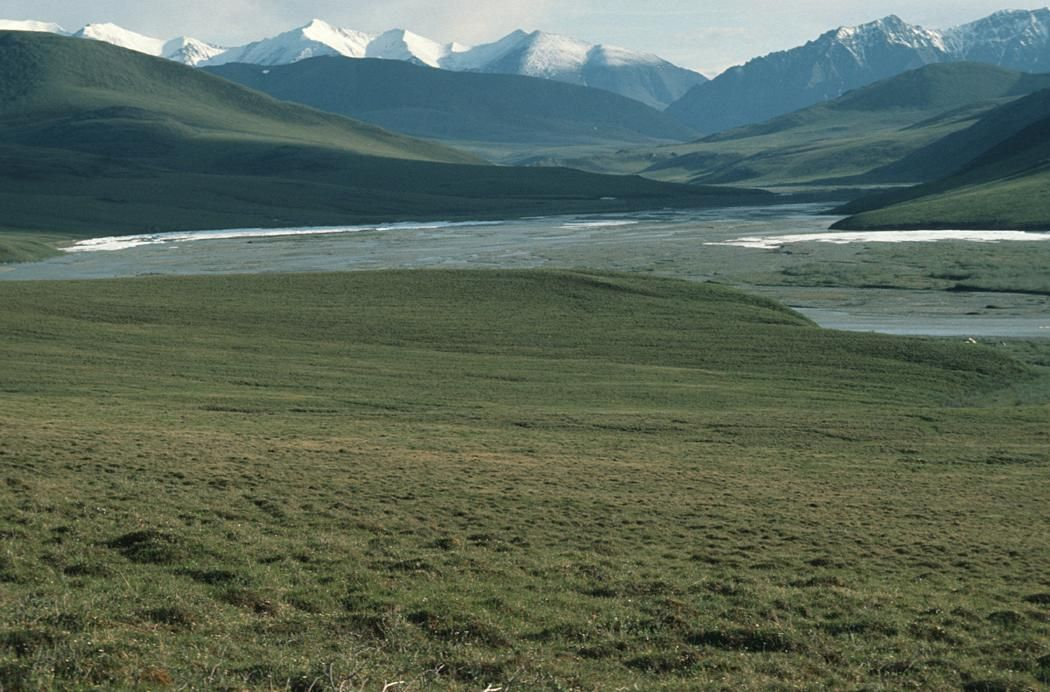
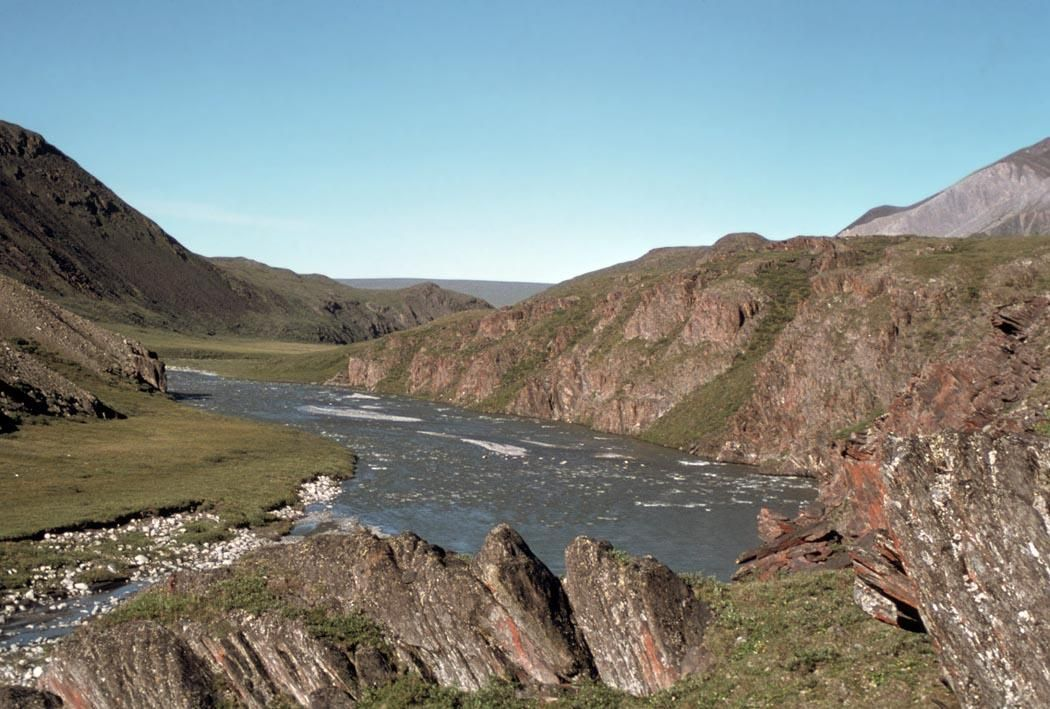
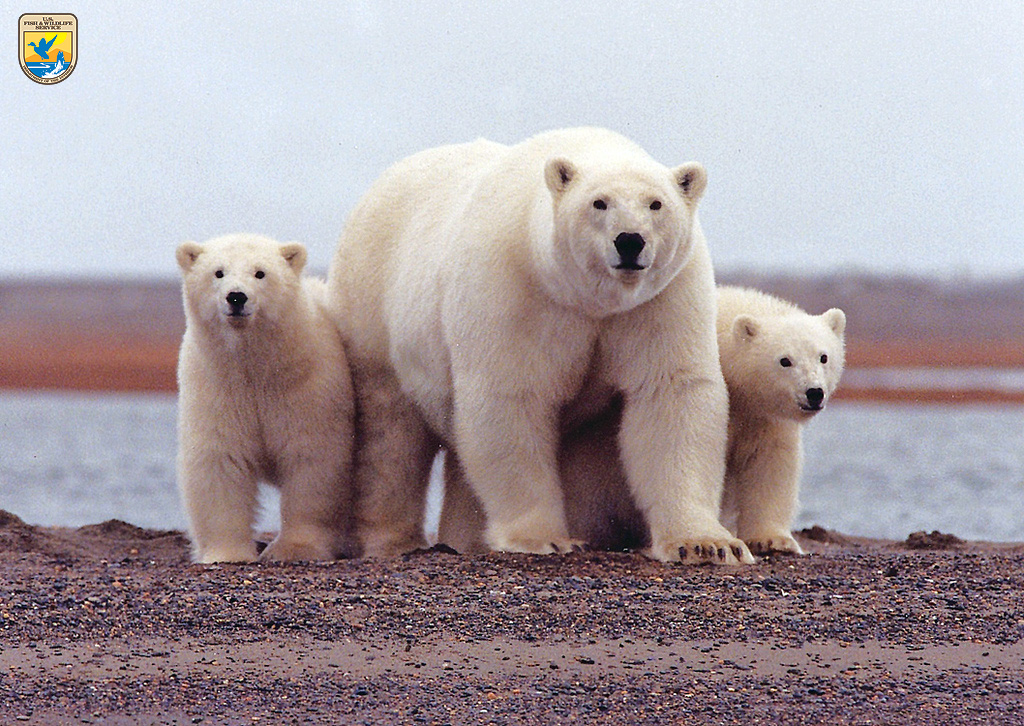
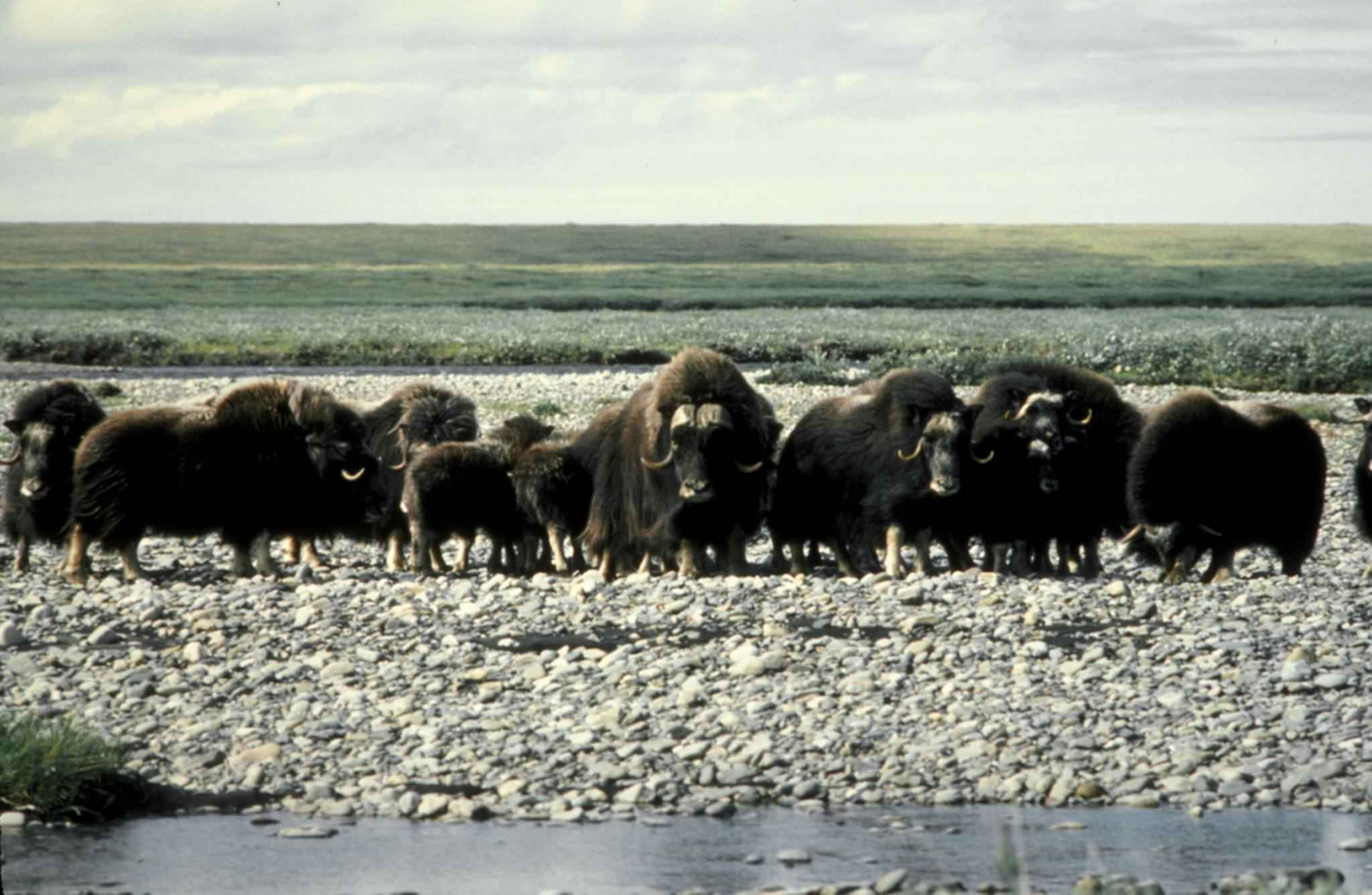
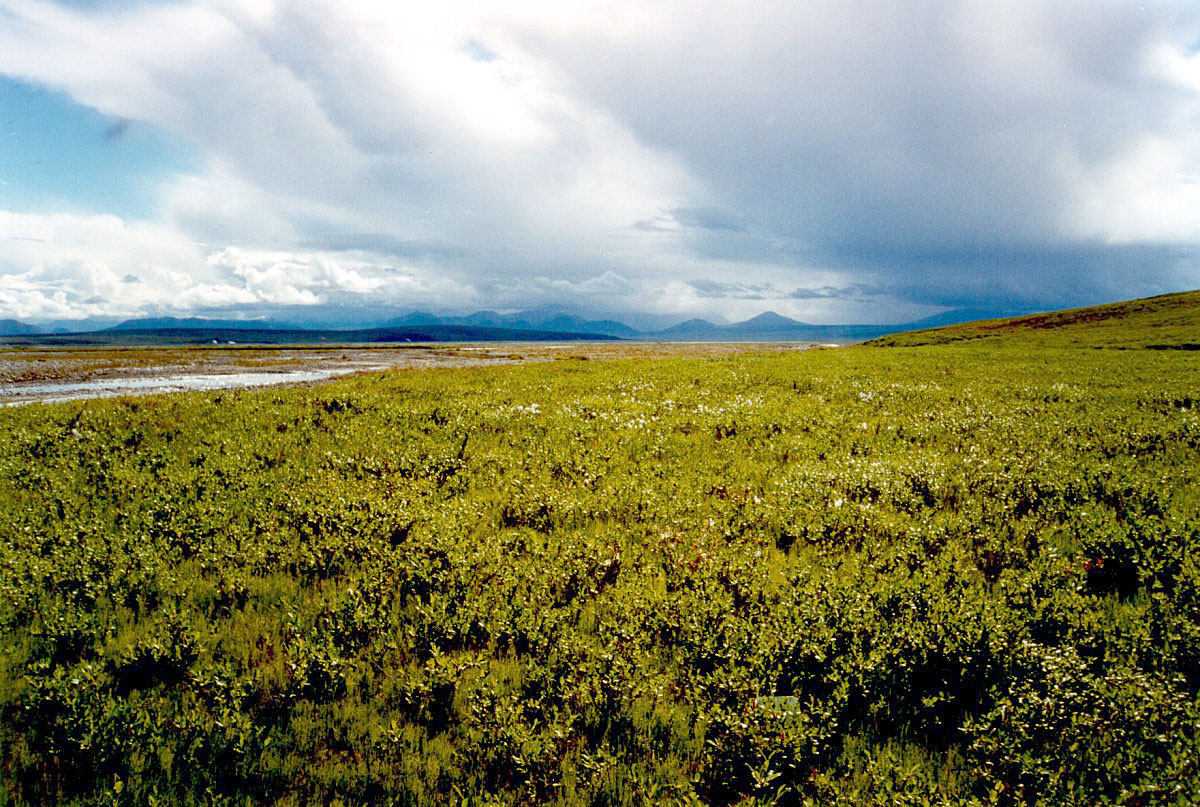
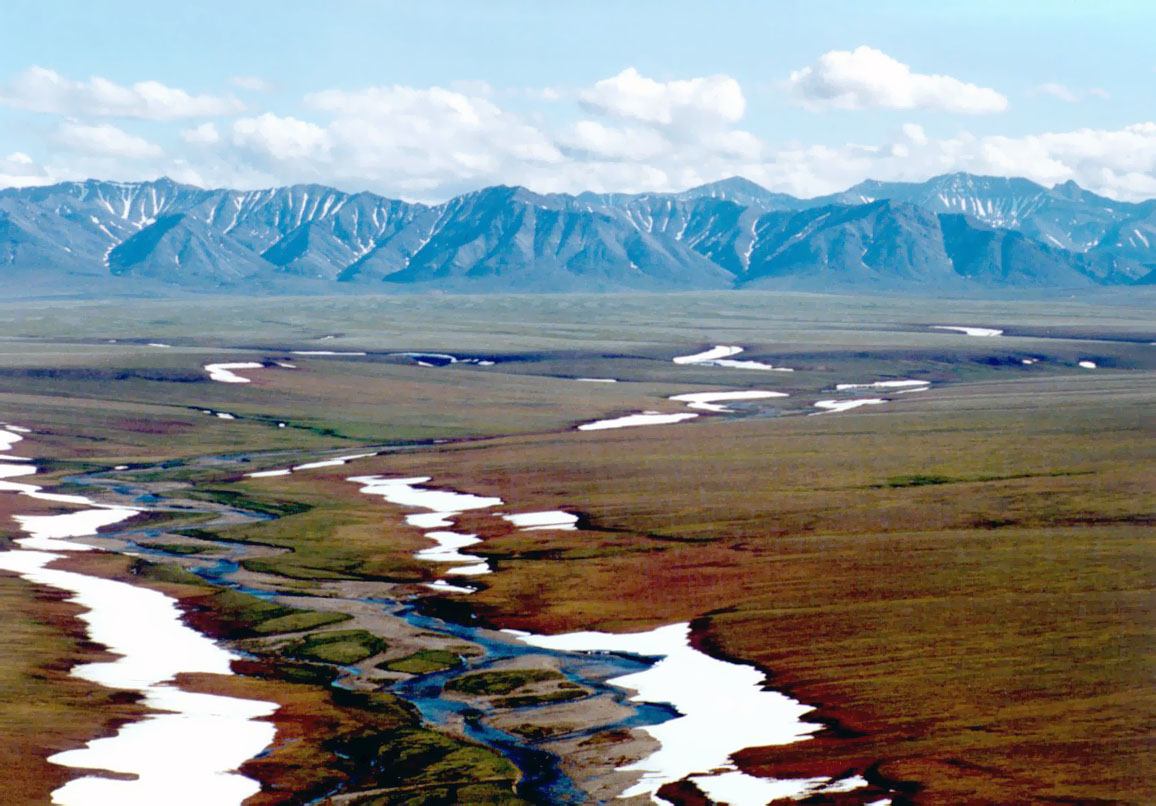
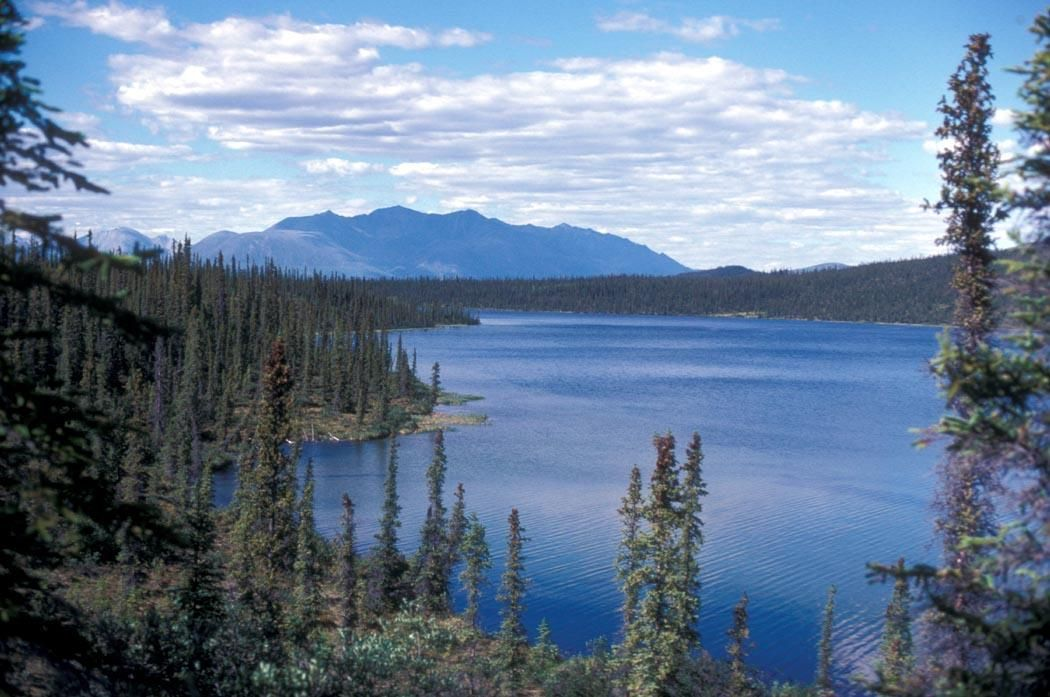